# Біжи або помри

Один з прикладів суїцидального завдання, підібраний під вік та вподобання дитини, надісланий через соціальну мережу

Біжи або помри (рос. «Беги или умри») — одне з завдань координованої суїцидальної гри серед підлітків, сенс завдання нібито у тому, аби пробігти перед машиною максимально близько, не потрапивши при цьому під колеса авто.
З поширенням проблеми, інформація в соціальних мережах поширюється за російськомовними хештагеми #тихийдом, #морекитов, #домкитов, #млечныйпуть, #разбудименяв420, #хочувигру.. Модератори таких груп дають різноманітні завдання, які потрібно виконувати, виконання таких завдань потрібно підкріплювати відеозаписами. Кінцевим завданням є самогубство.  
Поширення гри пояснюється психологами — кількість дітей, які намагаються покінчити з собою, дійсно збільшилася в рази, тому що в навколишньому житті підлітків мало що радує. Провокацією подібних вчинків є те, що підлітки скаржаться на відсутність майбутнього, не знаходження свого місця в суспільстві, неможливістю займатися чимось, коли виростуть. Додає можливостей такому явищу відсутність довірливих відносин в підлітковому віці з батьками. Гра набула розповсюдження в кінці 2016 на початку 2017 з Росії, пізніше перейшовши в Україну, Киргизстан, Білорусь. 